# San Jacinto (Bolívar)
Pour les articles homonymes, voir San Jacinto.
San Jacinto est une municipalité située dans le département de Bolívar, en Colombie.